# Lohja
Lohja (på svensk: Lojo) er en by i det sydlige Finland med et indbyggertal på 45.645 (2023). Byen ligger i Nyland (Uusimaa), tæt ved landets hovedstad Helsinki.